# Batomys salomonseni
Batomys salomonseni là một loài động vật có vú trong họ Chuột, bộ Gặm nhấm. Loài này được Sanborn mô tả năm 1953.

## Hình ảnh

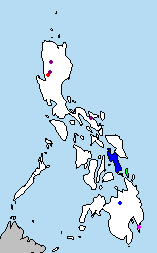